# Liste d'élections en 1871
Chronologie des élections
- 1867
- 1868
- 1869
- 1870
- 1871
- 1872
- 1873
- 1874
- 1875

Cet article recense les élections organisées durant l'année 1871.

## Élections nationales en 1871
Cette section concerne les élections législatives et présidentielles dans un état souverain, éventuellement fédéral, ainsi que leurs principaux référendums.
| Date                         | État       | Élection ou référendum                    | Contexte | Résultat |
| ---------------------------- | ---------- | ----------------------------------------- | --- | --- |
| 6 juin 1870 - 6 octobre 1871 | États-Unis | Législatives (chambre (en) et sénat (en)) | | Cette section est vide, insuffisamment détaillée ou incomplète. Votre aide est la bienvenue ! Comment faire ? |
| 1871                         | Costa Rica | Constituantes (es)                        | | Cette section est vide, insuffisamment détaillée ou incomplète. Votre aide est la bienvenue ! Comment faire ? |
| 8 février                    | France     | Législatives                              | Élections constituantes de l'Assemblée nationale de la Troisième République                                              | Cette section est vide, insuffisamment détaillée ou incomplète. Votre aide est la bienvenue ! Comment faire ? |
| 3 mars                       | Allemagne  | Législatives                              | Élections constituantes du Reichstag de l'Empire                                                                         | Cette section est vide, insuffisamment détaillée ou incomplète. Votre aide est la bienvenue ! Comment faire ? |
| 8 mars                       | Espagne    | Générales                                 | | Cette section est vide, insuffisamment détaillée ou incomplète. Votre aide est la bienvenue ! Comment faire ? |
| mai                          | Liberia    | Générales (en)                            | | Cette section est vide, insuffisamment détaillée ou incomplète. Votre aide est la bienvenue ! Comment faire ? |
| 13 juin                      | Pays-Bas   | 2de Chambre (nl)                          | | Cette section est vide, insuffisamment détaillée ou incomplète. Votre aide est la bienvenue ! Comment faire ? |
| 15 juin                      | Chili      | Présidentielle (es)                       | | Cette section est vide, insuffisamment détaillée ou incomplète. Votre aide est la bienvenue ! Comment faire ? |
| 25 juin - 10 juillet         | Mexique    | Fédérales                                 | | Cette section est vide, insuffisamment détaillée ou incomplète. Votre aide est la bienvenue ! Comment faire ? |
| 2 juillet                    | France     | Législatives partielles (en)              | Élections pour occuper les sièges laissés vacants par des députés élus dans plusieurs circonscriptions[réf. nécessaire]. | Cette section est vide, insuffisamment détaillée ou incomplète. Votre aide est la bienvenue ! Comment faire ? |
| 9 juillet                    | Portugal   | Législatives (en)                         | | Cette section est vide, insuffisamment détaillée ou incomplète. Votre aide est la bienvenue ! Comment faire ? |
| 12 juillet                   | Pays-Bas   | 1re Chambre (nl)                          | | Cette section est vide, insuffisamment détaillée ou incomplète. Votre aide est la bienvenue ! Comment faire ? |
| 6 août                       | Serbie     | Législatives (en)                         | | Cette section est vide, insuffisamment détaillée ou incomplète. Votre aide est la bienvenue ! Comment faire ? |

## Élections en subdivisions nationales en 1871
Cette section concerne les élections législatives dans un État fédéré, une subdivision territoriale ou une colonie d'un État souverain, ainsi que leurs principaux référendums.
| Date                    | Subdivision           | État               | Élection ou référendum | Contexte | Résultat |
| ----------------------- | --------------------- | ------------------ | ---------------------- | --- | --- |
| 1871                    | Îles Féroé            | Danemark           | Générales (en)         | | Cette section est vide, insuffisamment détaillée ou incomplète. Votre aide est la bienvenue ! Comment faire ? |
| 14 janvier - 23 février | Nouvelle-Zélande      | Empire britannique | Législatives           | | Cette section est vide, insuffisamment détaillée ou incomplète. Votre aide est la bienvenue ! Comment faire ? |
| 21 mars                 | Ontario               | Canada             | Générales              | | Cette section est vide, insuffisamment détaillée ou incomplète. Votre aide est la bienvenue ! Comment faire ? |
| 3 avril                 | Sénégal               | France             | Législative (en)       | Un siège à pourvoir à l'Assemblée nationale (Paris) pour y représenter les français établis dans la colonie du Sénégal. | Cette section est vide, insuffisamment détaillée ou incomplète. Votre aide est la bienvenue ! Comment faire ? |
| 16 mai                  | Nouvelle-Écosse       | Canada             | Générales (en)         | | Cette section est vide, insuffisamment détaillée ou incomplète. Votre aide est la bienvenue ! Comment faire ? |
| 16 juin - 14 juillet    | Québec                | Canada             | Générales              | | Cette section est vide, insuffisamment détaillée ou incomplète. Votre aide est la bienvenue ! Comment faire ? |
| Juin - juillet          | Fidji                 | Empire britannique | Législatives           | | Cette section est vide, insuffisamment détaillée ou incomplète. Votre aide est la bienvenue ! Comment faire ? |
| 8 juillet - 6 septembre | Quensland             | Empire britannique | Coloniales (en)        | | Cette section est vide, insuffisamment détaillée ou incomplète. Votre aide est la bienvenue ! Comment faire ? |
| 11 - 12 juillet         | Algérie               | France             | Législatives (en)      | Trois sièges à pourvoir à l'Assemblée nationale (Paris) pour y représenter les français établis dans les départements algériens d'Oran, Alger et Constantine[réf. nécessaire].Peu d'autochtones y ont participé car le droit de vote réclamait la nationalité française, ce qui eut requis apostasie donc de renoncer à la foi musulmane. | Cette section est vide, insuffisamment détaillée ou incomplète. Votre aide est la bienvenue ! Comment faire ? |
| Septembre               | Fidji                 | Empire britannique | Législatives           | | Cette section est vide, insuffisamment détaillée ou incomplète. Votre aide est la bienvenue ! Comment faire ? |
| Octobre - décembre      | Colombie-Britannique  | Canada             | Générales (en)         | | Cette section est vide, insuffisamment détaillée ou incomplète. Votre aide est la bienvenue ! Comment faire ? |
| 14 - 27 décembre        | Australie-Méridionale | Empire britannique | Coloniales (en)        | | Cette section est vide, insuffisamment détaillée ou incomplète. Votre aide est la bienvenue ! Comment faire ? |